# Coll de les Falgueres
Coll de les Falgueres är ett bergspass i Spanien, på gränsen till Frankrike.   Det ligger i provinsen Província de Girona och regionen Katalonien, i den östra delen av landet, 600 km öster om huvudstaden Madrid. Coll de les Falgueres ligger 1 139 meter över havet.
Terrängen runt Coll de les Falgueres är huvudsakligen kuperad, men västerut är den bergig. Coll de les Falgueres ligger uppe på en höjd. Runt Coll de les Falgueres är det ganska tätbefolkat, med 54 invånare per kvadratkilometer. Närmaste större samhälle är Olot, 18,0 km söder om Coll de les Falgueres. I omgivningarna runt Coll de les Falgueres växer i huvudsak blandskog.